# Liolaemus villaricensis
Liolaemus villaricensis — вид ігуаноподібних ящірок родини Liolaemidae. Ендемік Чилі.

## Поширення і екологія
Liolaemus villaricensis мешкають на схилах вулкана Вільяррика і в сусідніх районах на території регіону Арауканія. Вони живуть на помірних луках, на висоті від 1300 до 1600 м над рівнем моря. Є всеїдними, відкладають яйця.

## Збереження
МСОП класифікує цей вид як вразливий. Liolaemus villaricensis може загрожувати виверження вулкана і знищення природного середовища.